# Constitución del Estado Amazonas
La Constitución del Estado Amazonas es el texto fundamental del ordenamiento jurídico estadal. 
El Consejo Legislativo del Estado Amazonas aprobó la nueva Constitución el 30 de agosto de 2002. Esta organiza los poderes públicos estadales y establece la garantías, deberes y derechos de los ciudadanos del estado.

## Preámbulo
El Consejo Legislativo, en representación del Pueblo Multiétnico y Pluricultural del Estado
Amazonas; invocando la inspiración del Dios Único y Todo Poderoso de nuestras religiones y
cosmogonías; inspirándose en la sabiduría, heroísmo y sacrificio de nuestros pueblos,
antepasados y contemporáneos, y reconociendo la preexistencia de sus Pueblos Indígenas al
Estado Nacional, sus derechos originarios, autogestión y autodeterminación, y su activa
participación en la gesta emancipadora; teniendo como paradigma la gesta libertaria americana y el pensamiento de Simón Bolívar, máximo conductor y valor inmarcesible de nuestro legado histórico, lo que constituye el acervo ideológico fundacional de la República; que se esparció y floreció como simiente cardinal y fuente de inspiración de los Pueblos Americanos.
El Estado Amazonas hunde sus raíces en el escenario integrador de la Orinoquía y la Amazonía, blasón ambiental del Universo y emporio de diversidad biológica y recursos genéticos de la humanidad. Dibujándose su geografía de 183.500 Km2 dentro del lienzo enmarcado por las
Serranías de Parima, Curupira, Tapirapecó, Imeri y La Neblina, que se levantan impávidas cual
atalaya inexpugnable, para extender sus manos a la trilinde Piedra del Cocuy, testigo silente y
centinela del Sur. El pincel mágico del Creador deslinda nuestras fronteras, y asciende lentamente
por las aguas del mítico Río Negro, acogiendo en su cauce la maravilla hidrológica del Casiquiare,
para seguir por los meandros del misterioso Guainía. Y en la unión de los Ríos Atacavi, Temi y
Guasacavi, engendrar al Río Atabapo, el cual, con las aguas del Guaviare, se abre cual aurora
boreal para henchir de grandeza al fecundo cauce del Río Orinoco, prolífico nutriente de nuestra
tierra, para seguir aguas abajo hasta asilar en su lecho las aguas del Caño Orera, delineando el
Norte desde las serranías de Carichana y del Santo, fuente limítrofe de los Ríos Parguaza, Cuao y
Caño Santo, donde se cobijan los vientos del Noreste que respiran las cumbres indómitas de
Guanay, Yutajé y Maigualida, alimentándose en las nacientes del Río Asita, abriendo caminos
hacia el Suroeste por la Sierra de Uasadi, por el rumbo de las frescas aguas del Caura y del
Ventuari, y recibir la bendición del Cerro Ihani, antes de alzarse cual muralla natural con las
Serranías de Majidijidi, Uarichidi, Vemachu y Masiuari. Cierra el marco de este lienzo verde la
Sierra Parima que bautiza las fuentes del Río Padre Venezolano, savia de la Patria Chica ; sus
aguas caudalosas surcan el corazón de esta tierra bajo la milenaria mirada de los majestuosos
tepuyes Marawaca y Duida, Yapacana y Autana, y son para ella tan sagrados como los preceptos
constitucionales lo son para la República Bolivariana de Venezuela; y finalmente rubricar su obra
al instituir, asegurar y consolidar dentro de esa sociedad multiétnica y pluricultural con
características sui generis, una democracia plenamente participativa y protagónica, en un Estado
de Justicia, Federal y Descentralizado, donde se garanticen los derechos y deberes humanos y
universales del hombre, reafirmándose nuestros valores históricos, morales, culturales, la
conservación ambiental, el equilibrio ecológico y el desarrollo sustentable, de conformidad con los
fines supremos y principios fundamentales de la Constitución de la República Bolivariana de
Venezuela.

## Composición
- TÍTULO I

DISPOSICIONES FUNDAMENTALES.
- TÍTULO II

DE LOS DERECHOS Y GARANTIAS DE LOS NIÑOS, NIÑAS Y ADOLESCENTES.
DE LOS DERECHOS A LA EDUCACIÓN, A LA CULTURA Y AL DEPORTE.
- TÍTULO III

DE LOS DERECHOS Y GARANTIAS DE LOS PUEBLOS Y COMUNIDADES INDÍGENAS DEL ESTADO AMAZONAS.
- TÍTULO IV

DEL ESPACIO GEOGRÁFICO Y SU DIVISIÓN POLÍTICO TERRITORIAL
- TÍTULO V

DEL PODER PUBLICO.
- TÍTULO VI

DEL PODER LEGISLATIVO.
DEL CONSEJO LEGISLATIVO DEL ESTADO AMAZONAS.
- TÍTULO VI

DEL PODER EJECUTIVO DEL ESTADO.
- TÍTULO VIII

DE LA PROCURADURÍA Y DE LA CONTRALORÍA GENERALES DEL ESTADO.
- TÍTULO IX

DE LA HACIENDA PUBLICA DEL ESTADO AMAZONAS.
- TÍTULO X

DE LA CONSULTA POPULAR.
- TÍTULO XI

DE LOS ÓRGANOS DE SEGURIDAD CIUDADANA Y DE LOS ESTADOS DE EMERGENCIA Y ALARMA.
- TÍTULO XII

DE LA PROTECCIÓN A LA CONSTITUCIÓN.
- TÍTULO XIII

DE LA ENMIENDA Y DE LA REFORMA CONSTITUCIONAL
- DISPOSICIÓN DEROGATORIA
- DISPOSICIONES TRANSITORIAS
- DISPOSICIONES FINALES

## Características
- Establece que el estado amazonas es un Pueblo Multiétnico y Pluricultural.
- Garantiza la autonomía del estado amazonas y le da personalidad jurídica propia.
- Establece que todos los habitantes del estado quedan obligados a respetar la constitución nacional, estadal y las leyes estadales y municipales.
- Organiza los poderes públicos del estado, que incluyen el derecho a un gobernador y un consejo legislativo.[1]
- Establece que una ley estadal regulara los símbolos regionales del estado.
- El artículo 15 constitucional declara al castellano[1] como el idioma oficial del estado. Los diversos idiomas hablados por los pueblos indígenas también tienen carácter oficial en todo el estado y deben ser preservados.[1]
- Declara al turismo actividad económica principal del estado[1]
- Garantiza la educación tanto en castellano como en idiomas indígenas[1]
- Reconoce a los pueblos indígenas Baniva, Bare, Curripaco, Guanono, Jivi, Hoti, Kubeo, Maco, Panare, Piapoco, Piaroa, Puianve, Saliva, Sanema, Warequena, Yabarana, Yanomami, Yekuana, y Yeral, el derecho a una organización política, económica y social especial.[1]
- El territorio del estado es el mismo del antiguo Territorio Federal Amazonas establecido en la gaceta Nº 35.015 del 29 de julio de 1992.[1]